# Balthasar Kraft

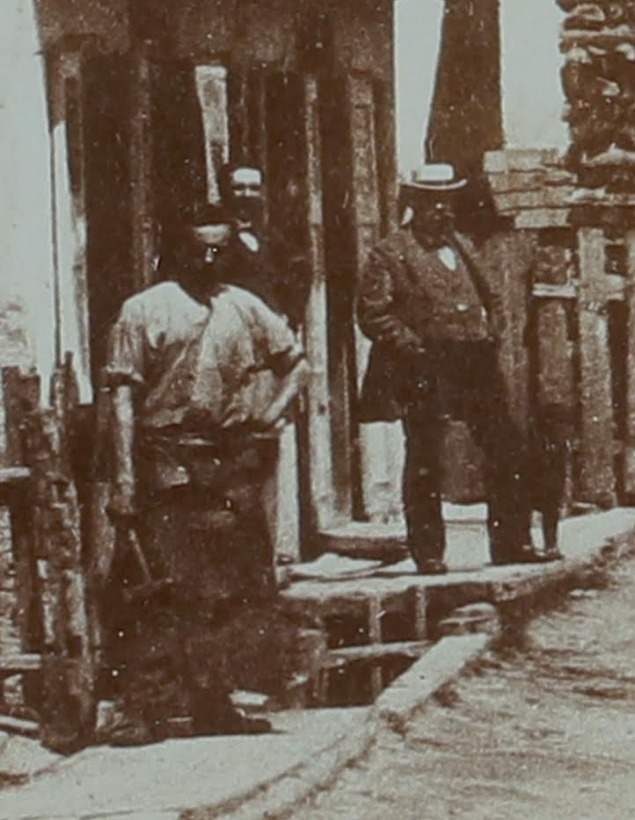
Historische Aufnahme mit Männern vor dem Balthasar‑Kraft‑Haus. Der Herr mit Hut ist vermutlich Balthasar Kraft.

Balthasar Kraft (* 14. August 1820 in Pfaffenhofen an der Ilm; † 1889 ebenda) war ein insbesondere in Süddeutschland tätiger Kirchenmaler, Bildhauer und Kunstschreiner.

## Leben
Balthasar Kraft entstammte einer alten Schneiderfamilie, die in der Auenstraße und am Platzt lebte. Er kam als zweites von vier Kindern der Schneiderseheleute Anton und Eva Kraft auf die Welt und wuchs in den Häusern Scheyerer Straße 9 und Auenstraße 14 auf. Der Pfaffenhofener Maler Augustin Schwarz erkannte als Zeichenlehrer Balthasar Krafts Talent für Malerei und Kunst und förderte ihn.
Nach seiner Schulzeit in Pfaffenhofen erlernte Balthasar Kraft zunächst den Beruf des Schreiners. In den Jahren 1839 bis 1844 absolvierte er eine Lehre beim Lithographen und Steindruckereibesitzer Johann Martin Hitz in Nürnberg. Danach kehrte er nach Pfaffenhofen zurück.
Nachdem sein erstes Gesuch um Ansässigmachung als Lithograph aus verschiedenen Gründen im Jahr 1844 noch abgelehnt worden war, erhielt er im zweiten Anlauf – er hatte mittlerweile in München seine Prüfung abgelegt – die Genehmigung und bekam am 28. März 1847 die Konzession für die Etablierung einer lithographischen Anstalt. Zudem wurde er Zeichenlehrer an der Pfaffenhofener Knabenschule. Im Jahr 1853 gründete Balthasar Kraft die „Kunstanstalt für kirchliche Arbeiten“ und erhielt eine Konzession als Fassmaler. 1857 kaufte er das Haus Scheyerer Straße 10, das später als Balthasar-Kraft-Haus bekannt werden sollte.

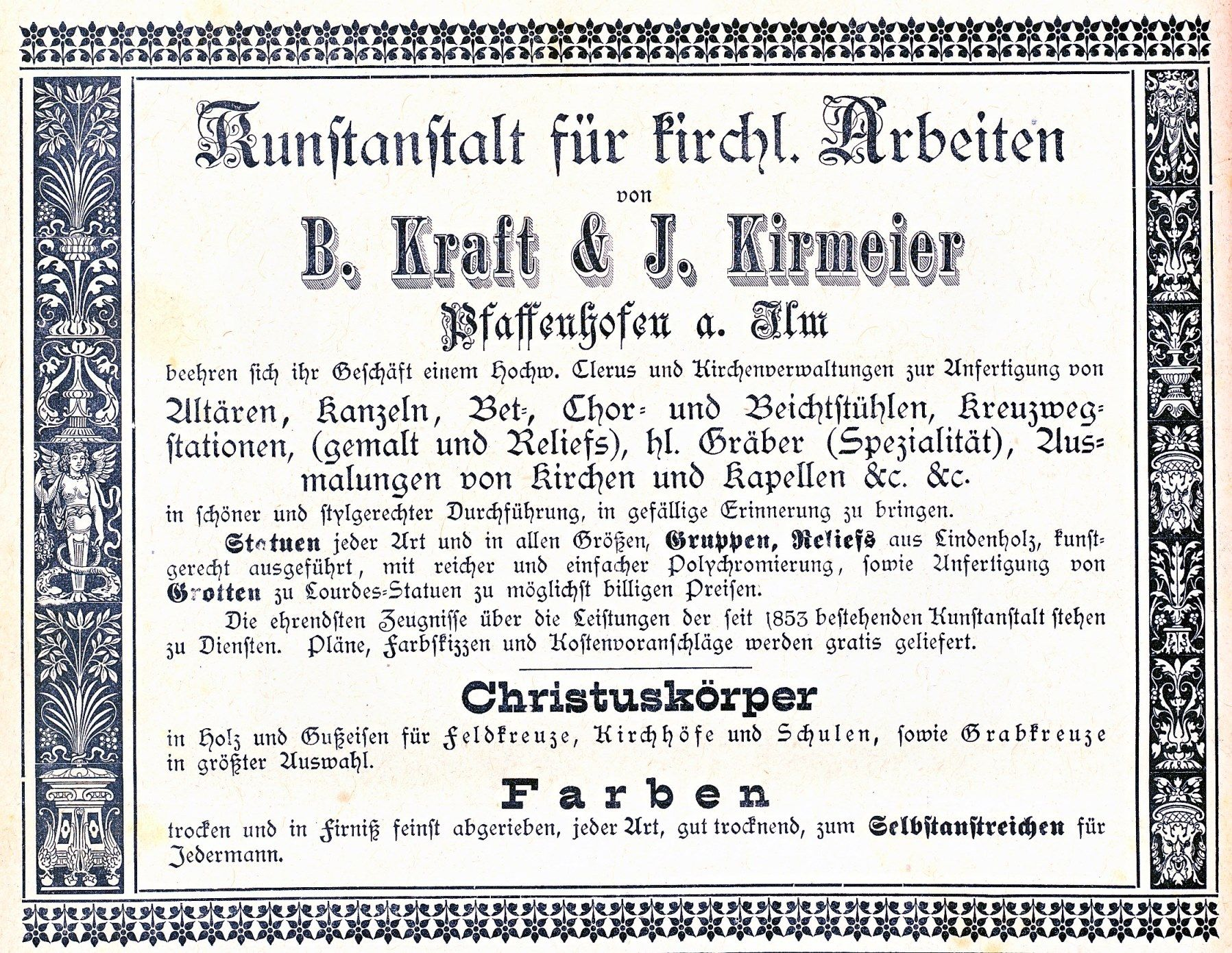
Anzeige im Amtsblatt für das Bezirksamt Pfaffenhofen von 1888

### Restaurierung von St. Nikolaus (Arnbach)
Um 1850 sollte die barocke Kirche St. Nikolaus in Arnbach im Stil des Historismus umgestaltet werden. Balthasar Kraft legte aber einen Restaurierungsplan vor, der den barocken Charakter des Gotteshauses berücksichtigte und der auch großenteils eingehalten wurde, sodass das künstlerische Konzept der Kirche erhalten blieb. Er schuf 1859 Deckengemälde für den Altarraum dieser Kirche, die in die älteren Stuckverzierungen von Max Härtl integriert wurden, z. B. einen auf Wolken schwebenden richtenden Jesus Christus; ferner hinterließ er in St. Nikolaus ein großes Altargemälde, das die Huldigung der drei Weisen aus dem Morgenland darstellte. Der neobarocke vergoldete Tabernakel aus der Zeit um 1860 stammt ebenfalls aus der Werkstatt Krafts. Eines der frühesten signierten Werke Balthasar Krafts ist das Deckengemälde im Langhaus der Kirche, das Mariens Aufnahme in den Himmel zeigt. Nicht erhalten geblieben ist ein Kraft-Gemälde im Altarauszug des linken Seitenaltars. Es zeigte Mariens Vermählung. Auch ein Kraft-Gemälde im Altarauszug des rechten Seitenaltars, das die Auferstehung Christi zum Thema hatte, ist seit 1966 nicht mehr vorhanden. Die Mittelnische dieses Altars nahm vom 1860 bis 1932 eine Kreuzigungsgruppe von Balthasar Kraft ein.

### Produkte aus Krafts Kunstanstalt
Kraft, der als Maler den Nazarenern zuzurechnen war, bot Zimmer- und Fassmalerei, Blech- und Wagenlackierungen an, führte Vergolder- und seit 1866 auch Schreinerarbeiten aus, verkaufte selbstgefertigte und schnell trocknende Farben für den Malerbedarf und schuf Grabkreuze. Daneben vertrieb er Formularvordrucke und entwarf anlässlich der Siegesfeier nach dem Krieg gegen Frankreich 1871 Dekorationen und Transparente für einen würdigen Häuserschmuck. Er gestaltete zudem Fahnen, Wegweiser und kunstvolle Ortsschilder und zeigte auf einer Landesausstellung in Nürnberg ein künstlerisch gestaltetes Aquarium. Balthasar Kraft betätigte sich auch als Grundstücks- und Immobilienhändler, baute mehrere Häuser in der Quellengasse und vermietete beheizbare Zimmer. Dazu rief er „Junge Leute, die ihr gerne heurathen wollt“ dazu auf, ihm Grundstücke bei Pörnbach abzukaufen und auf Raten zu bezahlen.

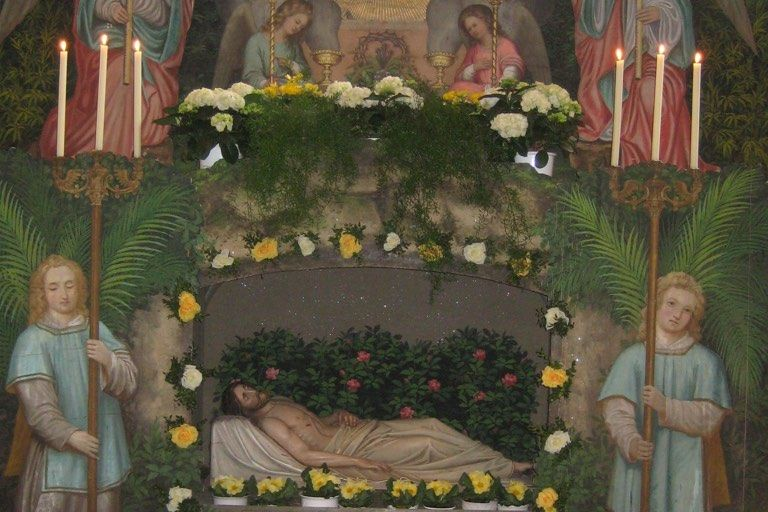
Heiliges Grab (Niederscheyern)

Als Spezialität bot Kraft die Fertigung von Heiligen Gräbern an. Diese beweglichen Kulissen zu Christi Grablegung und Auferstehung, die zur Osterzeit in den Kirchen aufgestellt wurden, lieferte sein Unternehmen per Bahn bis nach Polen, Südtirol und in die Niederlande. Auf der Weltausstellung von 1873 in Wien wurde einer seiner Prototypen für ein Heiliges Grab ausgezeichnet.
Etliche Exemplare dieser Heiligen Gräber sind erhalten geblieben. Das Heilige Grab in der Kirche Mariä Verkündigung in Niederscheyern überdauerte die Jahrzehnte im Kirchturm. Es stammt aus der Zeit zwischen 1870 und 1880. 1881 kaufte der Pfarrer Sebastian Wiedemann für die Pfarrgemeinde Mariä Himmelfahrt in Täfertingen ein Heiliges Grab aus der Werkstatt Balthasar Krafts. Dieses Kunstwerk war im Jahr 2007 in einer Studioausstellung im Volkskundemuseum Oberschönenfeld bei Augsburg zu sehen. Die Pfarrkirche in Ebersberg besaß seit 1883 ebenfalls ein Heiliges Grab aus Krafts Werkstatt, und zwar das mit 1370 Mark teuerste Modell, das damals im Angebot war. Gestiftet hatte es der Bauer Franz Xaver Hupfauer. Die Überreste dieses Heiligen Grabes wurden am Tag des offenen Denkmals 2015 präsentiert. Das 1996 wiederentdeckte Heilige Grab von Geldersheim wurde 2024 in den Ostergottesdienst einbezogen.

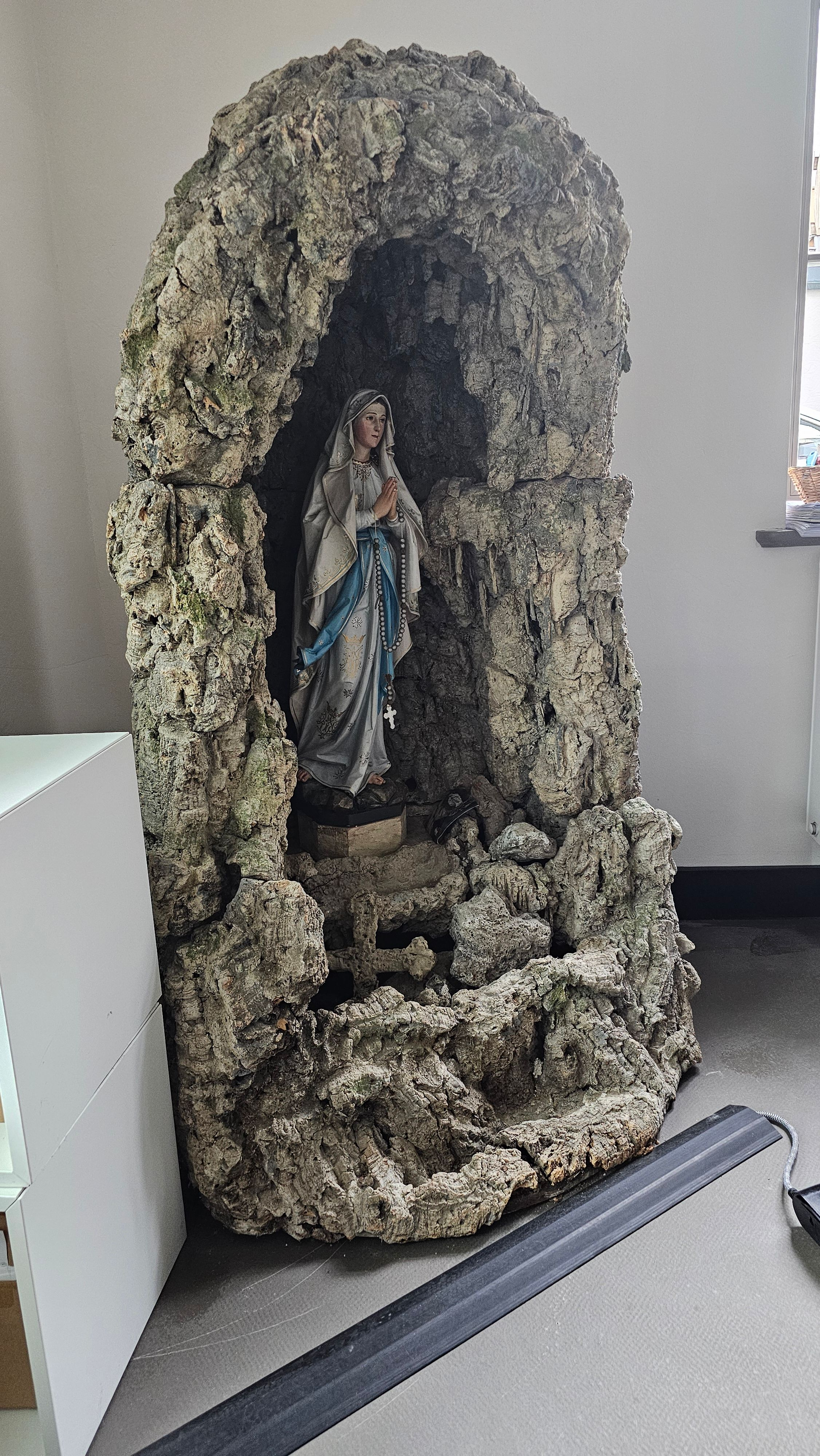
Lourdesgrotte, heute Balthasar-Kraft-Haus

Ferner bot Kraft die Gestaltung von Lourdes-Grotten an. Daneben fertigte er mit seinen Mitarbeitern auch zahlreiche Gegenstände für die Ausstattung von Kirchen an. Dazu zählten insbesondere Altäre, Bet-, Chor- und Beichtstühle sowie Kreuzwegstationen. Zudem führten sie Kirchenmalereien aus und schufen Statuen und Gruppen in künstlerischer Ausführung.
Kraft blieb auch nach der Übergabe des Geschäfts bis in seine letzten Lebensmonate gemeinsam mit seinem Schwiegersohn in Pfaffenhofen aktiv.
Er starb, nachdem er sich auf einer Geschäftsreise eine Erkältung zugezogen hatte. In einem Nachruf im Bezirksamtsblatt ist zu lesen: „Seit einer Reihe von Jahren hat der edle Todte, welcher ein höchst bescheidenes Leben führte, sein Geschäft in einen neue Bahn dadurch gelenkt, daß er sich mit der Herstellung von hl. Gräbern befaßte, Werke eigener Erfindung, wodurch sich Herr Kraft einen Namen weit über Bayerns Grenzen hinaus verschaffte und seinem Geschäfte einen Ruhm erwarb, um welchen er viele Neider besaß.“

### Nachkommen
Kraft war dreimal verheiratet und hatte acht Kinder. Drei seiner Söhne ergriffen den Beruf des Vaters und produzierten erfolgreich Heilige Gräber für Kirchen und Lourdes-Grotten mit besonderen Effekten. Krafts Tochter Maria heiratete Josef Kirmeier, der 1888 die Kunstanstalt in Pfaffenhofen übernahm. Nach Kirmeiers frühem Tod im Alter von 36 Jahren folgte ihm Franz Dax nach. Tochter Katharina heiratete den Lehrer Franz Kohlauf, der viele Jahre im Landkreis als Erzieher wirkte.
Balthasar Krafts Sohn Adolf (1869–1909) erlernte zunächst das Handwerk eines Konditors, etablierte sich aber dann als Fotograf. Auf ihn gehen zahlreiche frühe Ansichtskarten mit Pfaffenhofener Motiven zurück; außerdem schuf er Porträtaufnahmen und fotografierte ältere Pfaffenhofener Aufnahmen ab.

## Werke (Auswahl)
- Balthasar-Kraft-Haus in Pfaffenhofen (Ausgestaltung incl. Fassadenfiguren)
- Marienaltar in der Stadtpfarrkirche St. Johannes in Pfaffenhofen
- Heilige Gräber in Niederscheyern, Großholzhausen, Geldersheim, Ebersberg, Täfertingen u. a.
- Neugotischer Altar der Kapelle in Streitdorf
- Ausstattungsstücke der Kirchen in Ilmendorf, Gachenbach, Eisenhut und Arnbach
- St. Johannes Baptist in Pörnbach (Ausgestaltung)
- Altargemälde in Arnbach
- Heiliger Isidor in der Pfarrkirche in Waidhofen (linker Seitenaltar)[1]
- Fresko mit der Himmelfahrt Mariens im Chorgewölbe der Wallfahrtskirche Mariä Heimsuchung in Heiligenbrunn[11]

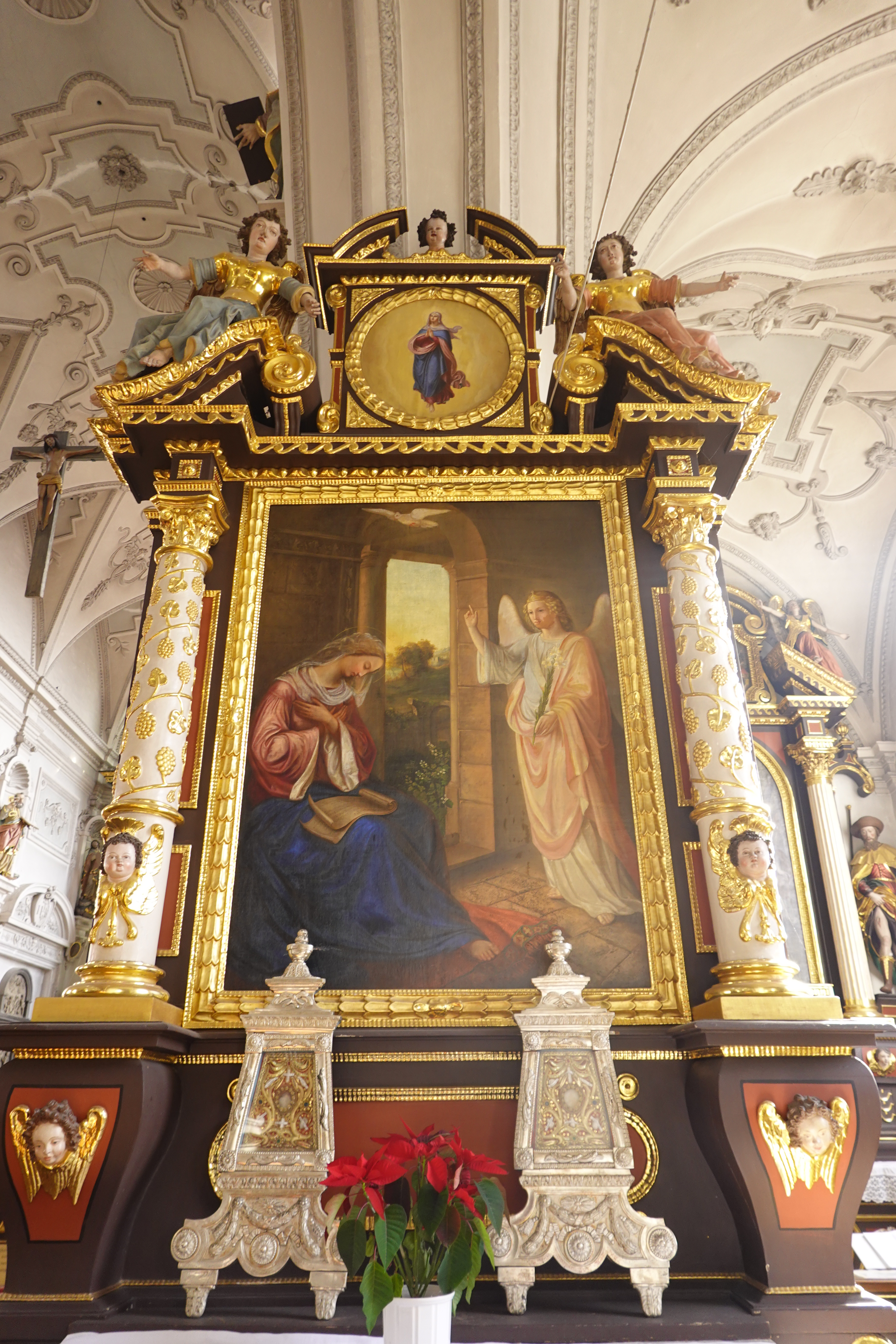
Marien-Altar (Pfarrkirche Pfaffenhofen)
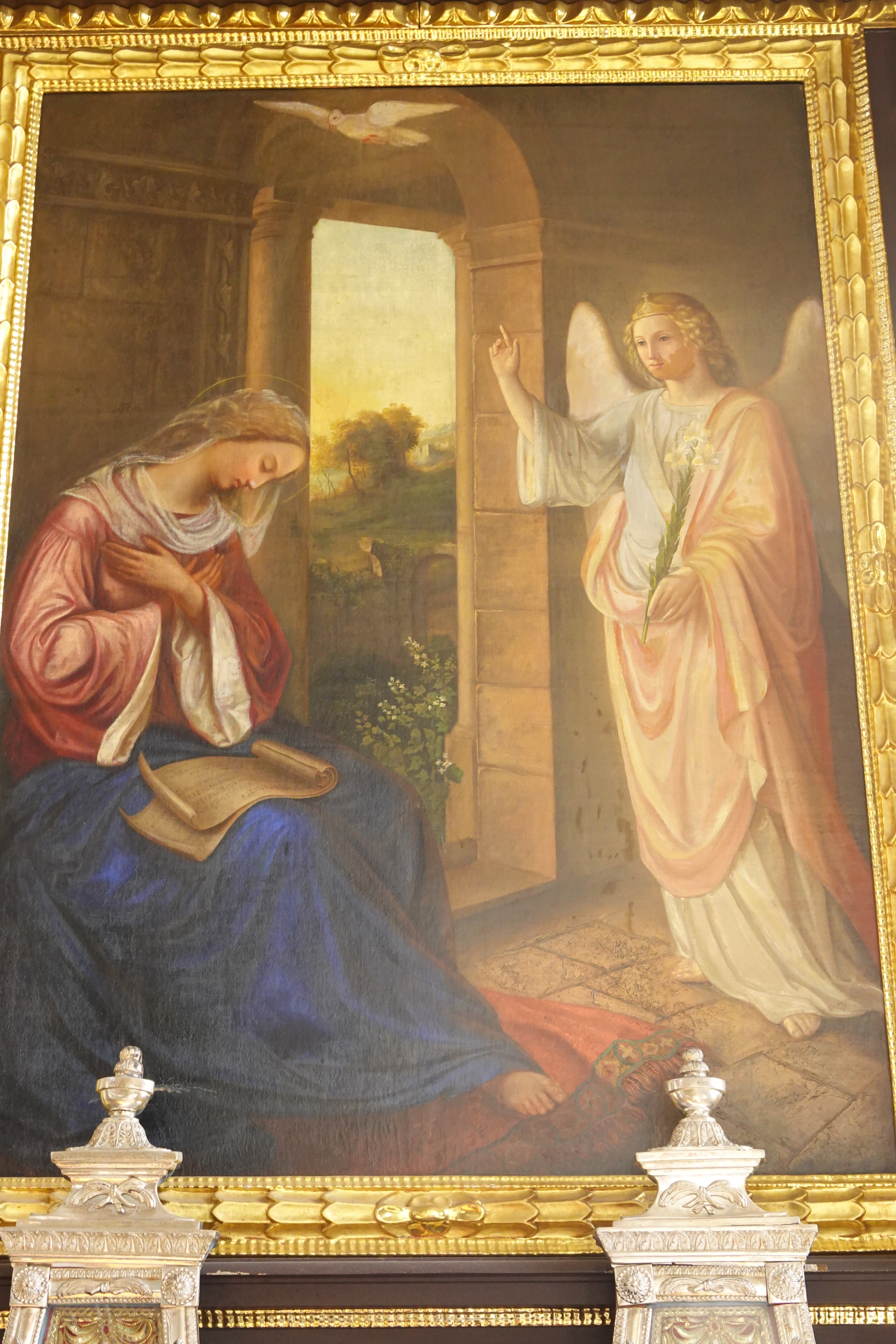
Detail Marien-Altar (Pfarrkirche Pfaffenhofen)
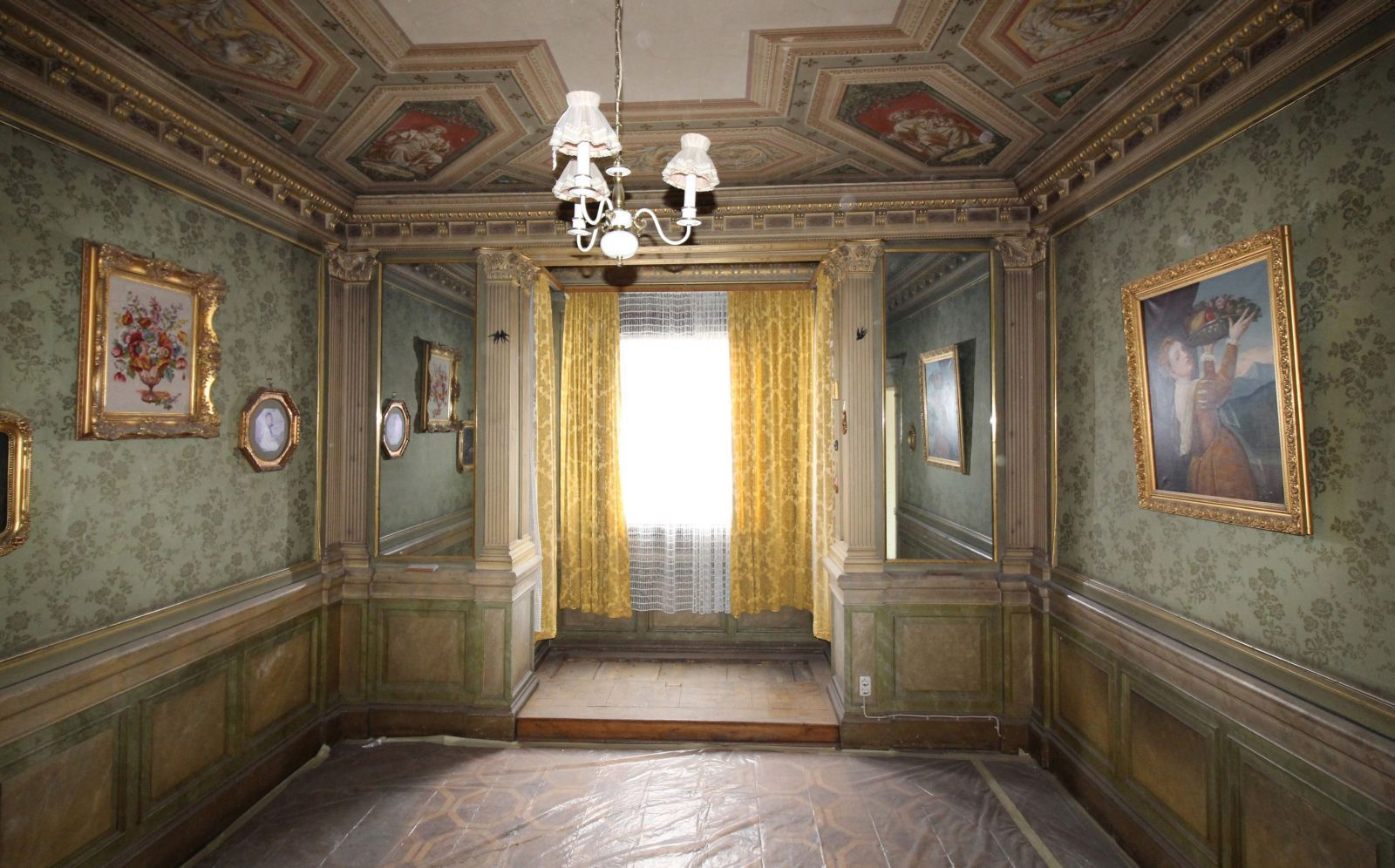
Studiolo (Balthasar-Kraft-Haus Pfaffenhofen)
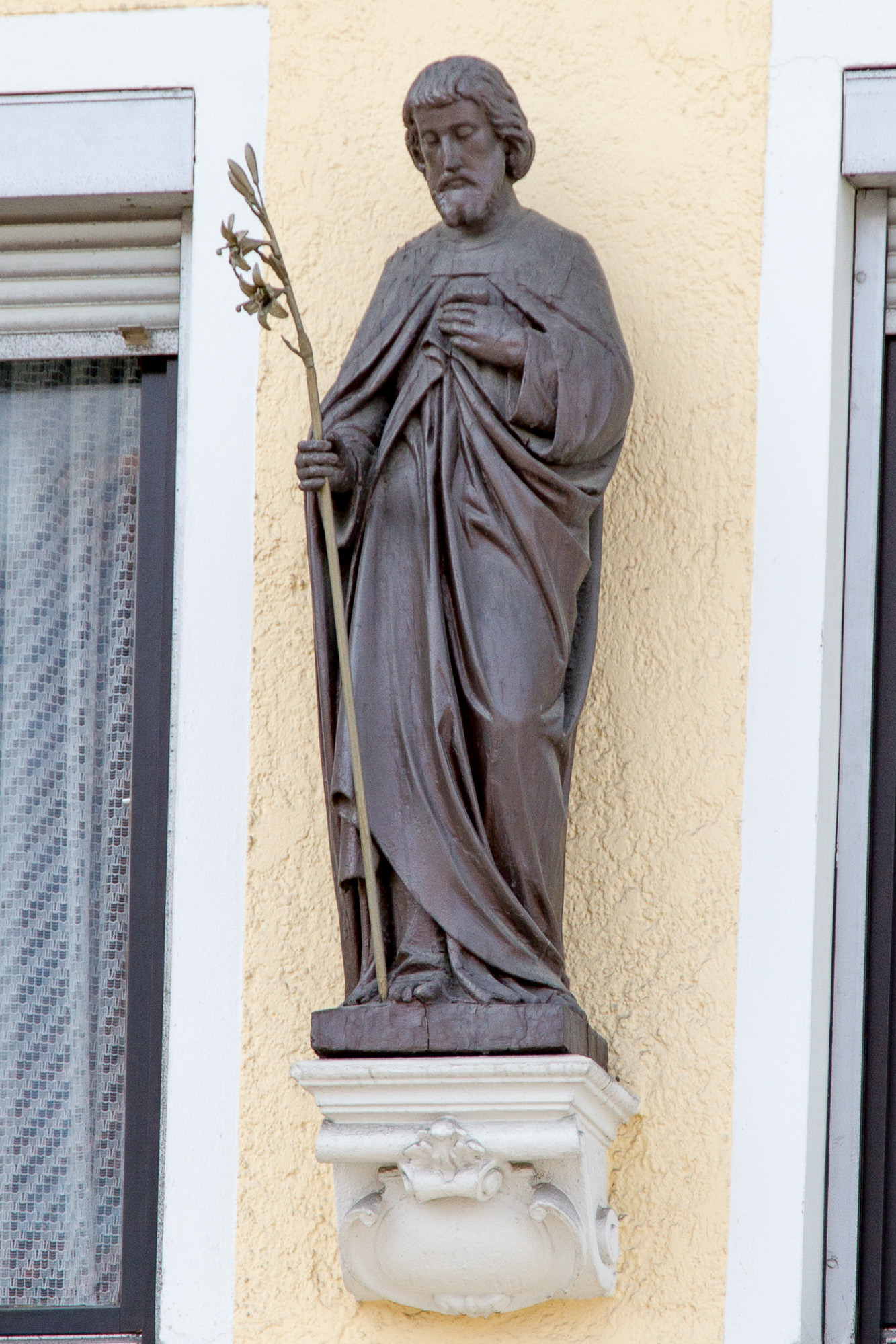
Fassaden-Figur hl. Joseph (Balthasar-Kraft-Haus Pfaffenhofen)
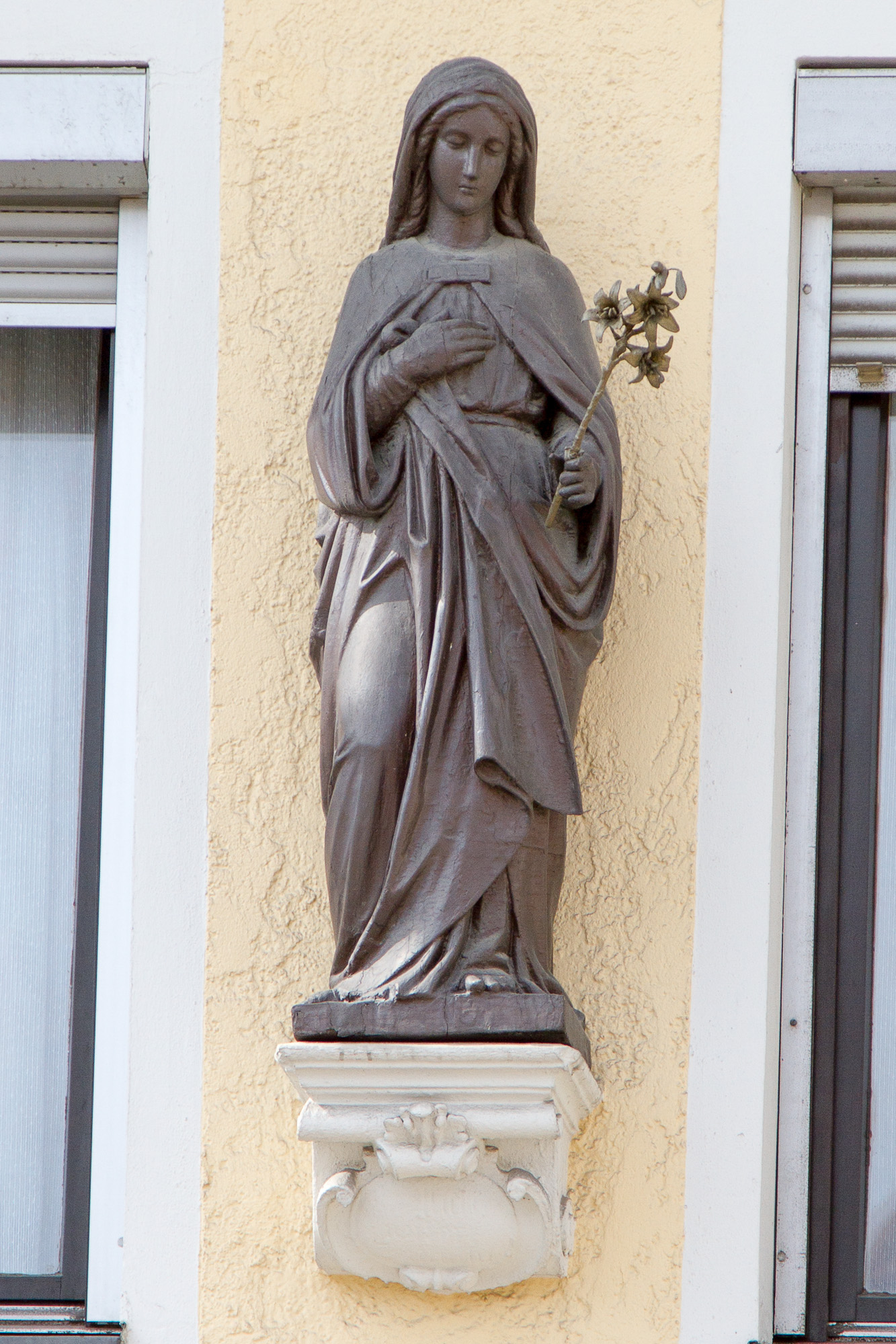
Fassaden-Figur hl. Maria (Balthasar-Kraft-Haus Pfaffenhofen)
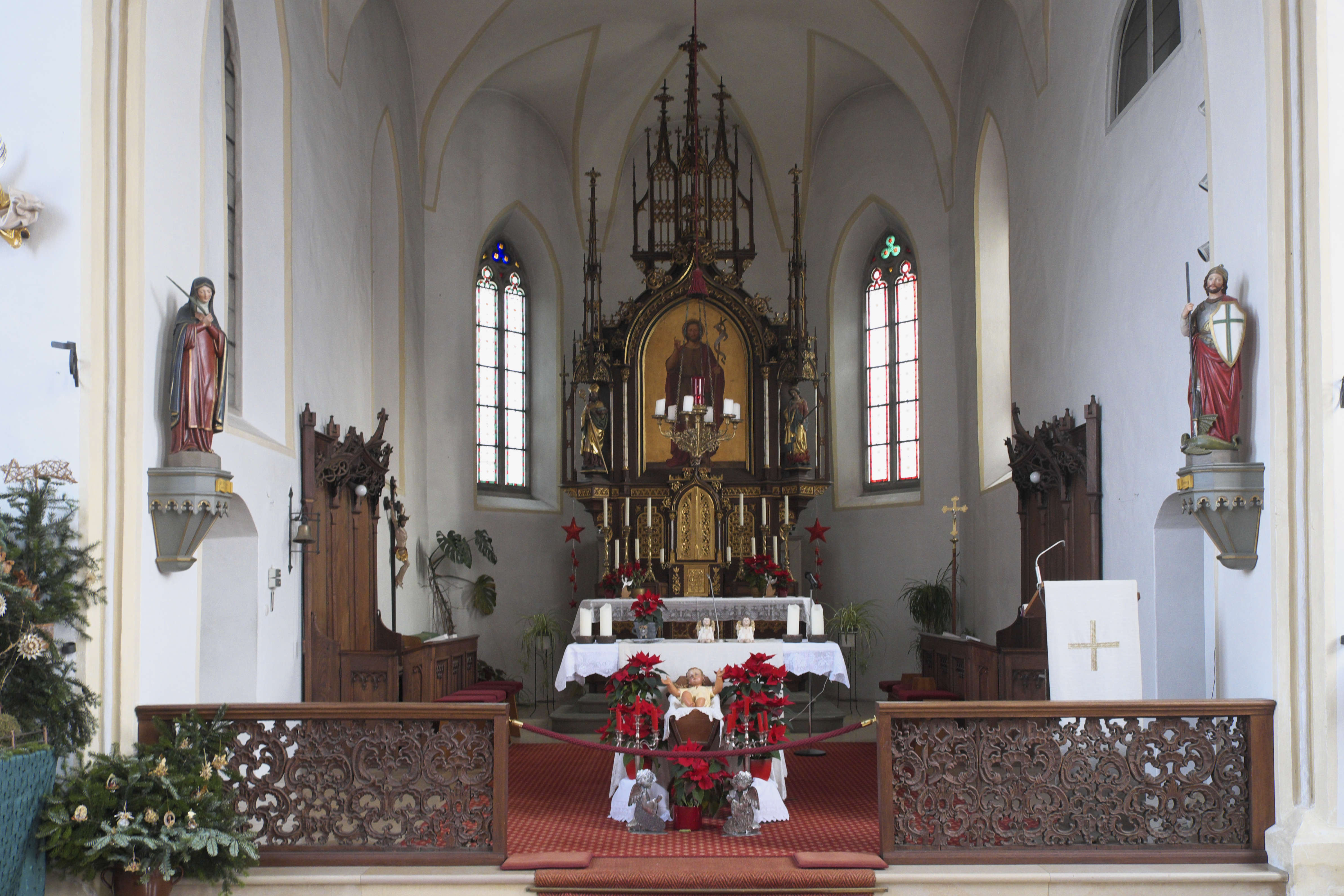
Chor und Hauptaltar (Pfarrkirche Pörnbach)
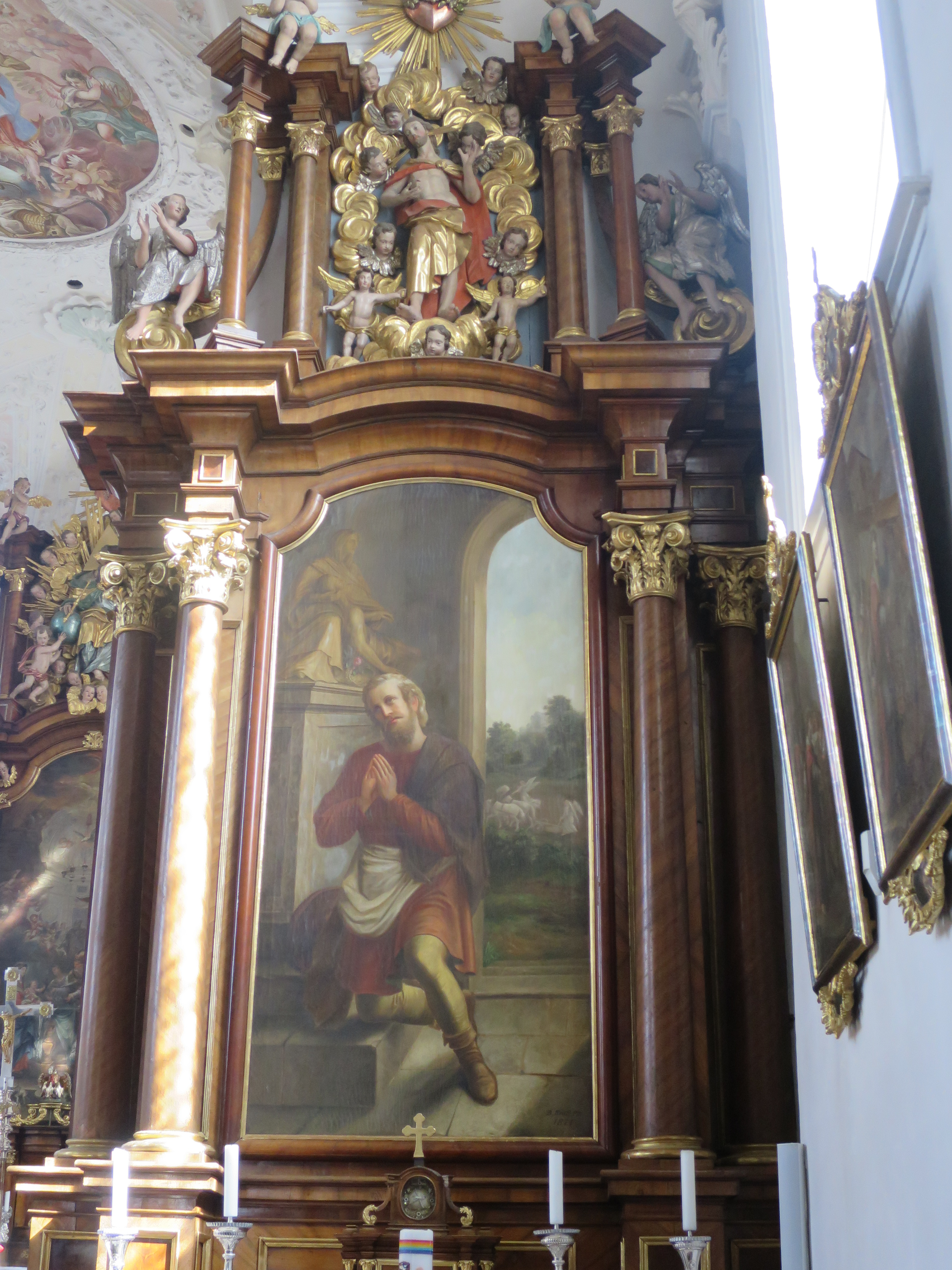
Hl. Isidor (Pfarrkirche Waidhofen)
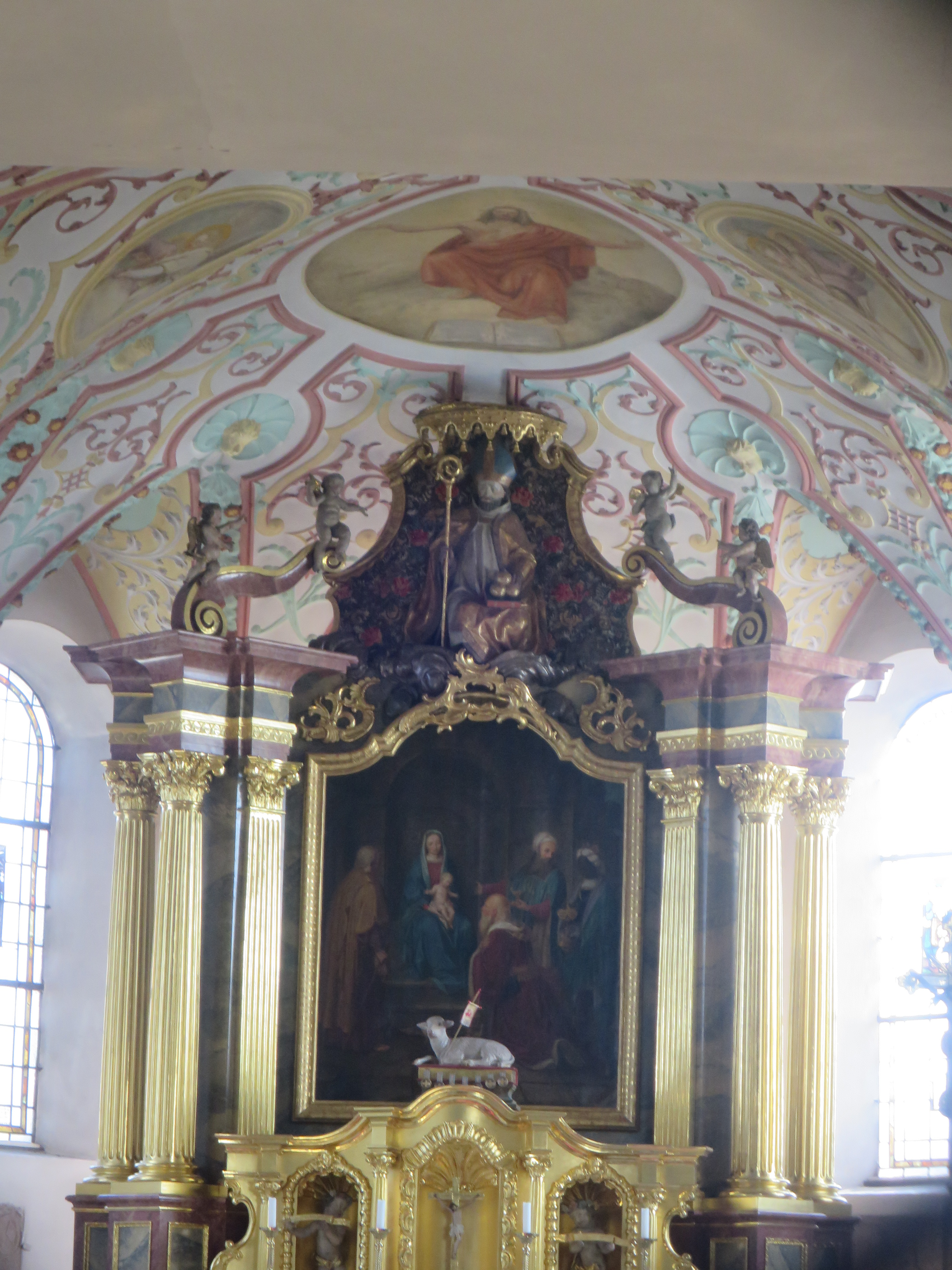
Nikolaus-Altar (Pfarrkirche Arnbach)